# 윌리엄 버드
윌리엄 버드(William Byrd, 1539/40/43년경 ~ 1623년 7월 4일)는 영국의 작곡가이다. 튜더 왕가 시기의 음악가였던 토머스 버드의 아들로, 왕실예배당 소년 성가대에서 토머스 탤리스에게 사사했다.

## 생애
윌리엄 버드는 런던에서 토마스 버드와 마저리의 아들로 태어났다. 정확히 언제 태어났는지는 알려져있지 않지만, 1622년 11월 15일에 80세가 되었다고 기록하였기 때문에 1542년이나 1543년에 태어난 것으로 인정한다. 그러나 1598년 10월 2일에 58세라고 기록하기도 하였기 때문에 1539년이나 1540년에 태어난 것으로 보기도 한다. 버드의 형제는 시몬드, 존이 있었는데 둘 다 런던에서 상인이 되었고, 누이는 앨리스, 바버라, 메리, 마르타가 있었다.
1563년 런던 북부의 링컨 대성당의 오르가니스트 겸 성가대장으로 취임했으며 1569년에는 엘리자베스 1세의 궁정예배당의 멤버가 되어 스승 탤리스와 함께 오르가니스트가 되었다. 링컨 대성당의 오르가니스트직은 1572년에 그만두었다.
1575년 두 사람은 여왕으로부터 악보의 출판 판매에 관한 특허를 부여받아, 버드의 작품 18곡을 포함한 종교 가곡집을 출판하였다. 이 독점적 특허는 1585년 탤리스의 사망으로 버드 한 사람의 것이 되어 이후 그는 계속 자기작품을 출판하였다. 1593년에 에식스주 스턴던으로 이주하여, 재산권을 둘러싼 소송에 말려들어 한때 창작과 출판사업은 중단되었으나, 그후 2권으로 된 가톨릭 모테트집 《그라두알리아》(1605-1607), 1611년에는 존 부울, 오란드 기본즈 등과 버지널곡집 《파세니아》를 출판하였다. 이는 영국 버지널 음악의 최초 악보집으로 매우 중요한 것이며 버드의 작품 8곡을 포함하고 있다.
그는 영국 국교가 아닌 가톨릭 교도였고 당시 영국은 종교가 정치 문제와 맞물려 매우 혼란스러운 상황이었다. 그는 같은 가톨릭 교도인 페트르 남작의 비호를 받았으며 죽을 때까지 왕실예배당의 일원으로 남아 있었다. 스턴던에서 1623년 7월 4일 사망했으며, 그의 죽음을 기록한 책에는 "음악의 아버지(a Father of Musick)"라고 적혀있다. 국교 믿기를 거부했지만 런던에 집을 여러 채 가지고 있을 정도로 부를 누렸다.

## 음악세계
버드의 창작활동은 교회음악, 세속적 합창곡, 비올을 위한 합주음악, 건반악기음악 등 당시 음악의 거의 모든 분야에 미치고 있다. 궁정예배당에 봉직한 그는 영국국교회를 위하여 그레이트 서비스나 앤섬 등 많은 작품을 작곡했으나, 자신은 평생을 카톨릭 신자로서 3, 4, 5성의 미사곡, 모테토를 비롯하여 카톨릭을 위한 작품도 적지 않게 남겼다. 이와 같은 종교적 작품에서는 날카로운 불협화음이나 대사(對斜－착오 대립)를 사용한 탁월한 대위법 기법을 보였고, 고상한 기품에 찬 작풍을 만들어냈다는 평가를 받는다. 또한 세속적인 성악곡의 분야에서는 이탈리아의 영향하에 자라난 초기의 영국 마드리갈의 개척자로서, 영어의 독특한 리듬감을 살린 작품을 남겼다. 그러나 음악사적으로 버드가 이룬 가장 큰 공적은 건반악기 음악 영역에서 보게 된다. 그의 버지널 작품은 《파세니아》나 《피츠 윌리엄 버지널 북》에 수록되어 있으며, 그러한 작품으로 버드는 춤곡 스타일을 양식화하였다. 디비젼이나 샤콘느의  변주기법을 고도로 발전시켜서 버지널의 특성을 충분히 발휘한 근대적인 피아니스틱한 작풍을 확립하여 후세의 발전에 기초를 구축했다는 평가를 받는다.

## 참고 문헌
- 세광음악편집부, 《서양음악사》, 세광음악출판사, 1996, ISBN 89-03-14203-9
- 이 문서에는 다음커뮤니케이션(현 카카오)에서 GFDL 또는 CC-SA 라이선스로 배포한 글로벌 세계대백과사전의 "버드" 항목을 기초로 작성된 글이 포함되어 있습니다.